# Чернички (Винницкая область)
Чернички (укр. Чернички) — село на Украине, находится в Казатинском районе Винницкой области.
Код КОАТУУ — 0521480215. Население по переписи 2001 года составляет 145 человек. Почтовый индекс — 22114. Телефонный код — 4342.
Занимает площадь 0,65 км².

## Адрес местного совета
22114, Винницкая область, Казатинский р-н, с. Безыменное, ул. Советская, 2а